# Тайна Карпатского замка
«Тайна Карпатского замка» (чеш. Tajemství hradu v Karpatech) — цветной комедийный художественный фильм 1981 года производства Чехословакии, созданный режиссёром Олдржихом Липским. Фильм снят по мотивам романа Жюля Верна «Замок в Карпатах».

## Сюжет
Действие фильма происходит в XIX веке. Томный оперный певец, граф Телеке, ищет свою любимую, тоже оперную диву Сальсу Верде, которую похитил таинственный Барон Горц — чрезвычайный поклонник оперного искусства. Барон её маниакально преследовал, а когда узнал, что она выходит замуж и бросает оперу, вознегодовал и напугал её! А потом выкрал… Граф, вместе с неотесанным лесничим, тоже очарованным голосом певицы, завораживающе раздающемся из замка, всё-таки проникают в замок, где Барон Горц всячески над ними издевается, используя изобретения Безумного Учёного, профессора Орфаника. У зловещего Барона в хозяйстве всякие фантастические для той эпохи приспособления, вроде телевизоров, камер наблюдения, ракет на луну, складных мотоциклеток, раздвижных дверей, снабжённых детекторами движения и пр.

### Отличия между романом и фильмом
В целом, по сюжету фильм соответствует оригинальному роману Жюля Верна, хотя значительно переработан в юмористическом ключе. Выжата до минимума первая часть, в которой лесничий пытался пробраться в замок, отношения с Мериоттой откровенно высмеяны, зато развернуто заточение графа, расширена техническая составляющая и добавлена динамичная концовка. Обстоятельства смерти Стиллы-Сальсы обыграны комедийно (барон пугает её не своим "жутким" видом, а шутовским языком); добавлена история с бальзамированием её тела в воздухонепроницаемой камере.
Изменены имена и характеристики некоторых персонажей — лесничий Николас Дек стал помощником лесничего Вильямом Дези, слуга графа Телека Рожек — Игнацом, сам граф из Франца стал Феликсом, Стилла — Сальсой Верде. Добавлен псевдоглухонемой слуга барона Тома, в то же время удалён «доктор» Петек. Мериотта из дочки старосты-судьи стала дочерью трактирщика (вообще же образ, созданный Ярославой Кречмеровой, приближен к Проне Серковой). Без существенных изменений остались только персонажи Орфаника, награждённого званием профессора и механической рукой, и самого барона Гортца.
В оригинале изображение дивы было всего-навсего неподвижной голограммой, созданной при помощи зеркал от портрета (в некоторых источниках встречаются утверждения, что голограмма была движущейся и проецировалась проектором, что является неправильным и основывается на киноэкранизациях 1957 и 1980 гг.).
Главными чудесами был телефон в зале трактира и фонографы, «записывающие голос так, что его нельзя было отличить от настоящего». В фильме же присутствует множество хитроумных приспособлений, а Орфаник записывает не только голос, но изображение Сальсы на плёнку, что позволяет барону смотреть снова и снова её последнее выступление.
Небольшой анахронический ляп. Когда барон фон Горц заманивает графа Телеке и Вильяма на ужин, то среди прочих угощений на столе стоит вино со специфическим названием «Дракула». На этикетке значится год розлива — 1880-й. Роман Верна вышел в 1892 г.; события фильма, очевидно, происходят в 1897 (дата на календаре во дворце барона). Именно в 1897 вышел знаменитый роман Брэма Стокера, в котором есть некоторые переклички с «Замком в Карпатах».

## В ролях
- Михал Дочоломанский — граф Феликс Телеке
- Эвелина Штеймарова — примадонна Сальса Верде
- Властимил Бродский — Игнац
- Милош Копецкий —  Барон Рудольф фон Горц
- Хелена Ружичкова — оперная дива
- Рудольф Грушинский — профессор Орфаник
- Аугустин Кубан — Toма Глухонемой
- Ян Гартль — помощник лесничего Вильям Дези
- Ярослава Кречмерова — Мериотта
- Ольдржих Велен — трактирщик
- Мила Мысликова — трактирщица
- Самюэль Адамчик —  кмет
- Ян Скопечек — мужик в кожухе
- Вацлав Котва — учитель
- Иржи Лир — префект
- Барбора Степанова — девочка
- Карел Гоуска — крестьянин
- Вацлав Мареш — крестьянин
- Ладислав Жупанич
- Франтишек Филиповский

## Съёмочная группа
- Режиссёр: Олдржих Липский
- Сценаристы: Олдржих Липский, Иржи Брдечка, Жюль Верн — роман
- Оператор: Виктор Ружичка
- Композитор: Любош Фишер
- Художники:
  - Рудольф Сталь — постановщик,
  - Ян Зазворка — постановщик,
  - Irena Greifová — по костюмам,
  - Владислав Рада — по декорациям,
  - Jiri Rulik — по декорациям
- Монтажёр: Мирослав Гайек

## Награды
- 1984 — Кинофестиваль «Фанташпорту», награждён International Fantasy Film Award за лучший сценарий (Ольдржих Липский, Иржи Брдечка) и номинирован International Fantasy Film Award за лучший фильм — Ольдржих Липский

## Другие названия
- Оригинальное название: Tajemství hradu v Karpatech
- Тайна Карпатского замка